# Romersk navngivning
I løbet af cirka fjorten århundreder (fra ca. 7. århundrede f.Kr. til 7. århundrede eKr.) anvendte romerne og andre folk i Italien et navngivningssystem, der adskilte sig fra det, der blev brugt af andre kulturer i Europa og Middelhavet.
Det romerske navnesystem bestod af en kombination af person- og familienavne. Selvom det konventionelt omtales som tria nomina ("tre navne"), repræsenterer kombinationen af praenomen, nomen og cognomen – der betragtes som de grundlæggende elementer i det romerske navnsystem – faktisk en kontinuerlig udviklingsproces, som er pågået fra mindst det syvende århundrede f.Kr. til slutningen af det syvende århundrede e.Kr. Navnene, der udviklede sig som en del af dette system, blev en definerende karakteristika ved den romerske civilisation. Selvom selve systemet forsvandt i den tidlige middelalder, dannede navnene i sig selv en vedvarende indflydelse på udviklingen af europæisk navngivningspraksis, og mange af navne er vedblevet i de moderne sprog.

## Oversigt
```
Det karakteristiske træk ved den romerske navngivning var brugen af både 
personnavne
 (fornavne) og almindelige 
efternavne
. I hele Europa og Middelhavet skelnede andre antikke civilisationer individer ved bruge enkelt personnavne. Disse navne kombinerede normalt to elementer eller temaer, hvilket tillod hundredvis, eller endda tusinder, af mulige kombinationer – et 
ditematisk
 (tematisk) navnesystem. Men i Italien opstod et markant anderledes navngivningssystem, hvor det personlige navn blev suppleret med et arveligt efternavn. Over tid udvidede dette 
binomiale
 system sig til at omfatte yderligere navne og betegnelser.
[
1
]
[
2
]
```

Det mest vigtige af disse navne var nomen gentilicium – også ofte blot benævnt nomen – som var et arveligt efternavn, der identificerede en person som medlem af en særlig gens (familie eller klan). Nomen kom efter praenomen, eller "fornavnet", som var et personligt navn, der havde til formål at adskille de forskellige medlemmer af en familie. For eksempel kunne en romer ved navn Publius Lemonius have sønner ved navn Publius Lemonius, Lucius Lemonius og Gaius Lemonius. Her er Lemonius nomen, der identificerer hver person i familien som medlem af gens Lemonia. Publius, Lucius og Gaius er praenomina, der bruges til at adskille de enkelte medlemmer af familien.
Oprindelsen af dette binomiale system vides ikke (det er gået tabt i historien), men det synes at have været etableret i Latium og Etrurien senest omkring 650 f.Kr. Skriftligt blev nomen normalt efterfulgt af en filiation, der angav personnavnet på en persons far og nogle gange navnet på moderen eller andre forfædre. Mod slutningen af den romerske republik blev dette efterfulgt af navnet på en borgeres stemmeenhed (Tribus). Endelig kunne disse elementer efterfølges af yderligere efternavne eller cognomina, som kunne være enten personlige eller arvelige navne – eller en kombination af begge dele.
De romerske grammatikere kom til at betragte kombinationen af praenomen, nomen og cognomen som et definerende karakteristik af romersk statsborgerskab, kendt som tria nomina. Men selvom alle tre elementer af det romerske navn eksisterede gennem det meste af romersk historie, kan begrebet tria nomina være misvisende, fordi ikke alle disse navne var påkrævet eller blev brugt gennem hele romersk historie. I løbet af perioden med den romerske republik repræsenterede praenomen og nomen de væsentlige elementer i navnet; cognomen optrådte først blandt den romerske aristokrati ved republikkens begyndelse, men blev ikke udbredt blandt plebejerne – der udgjorde flertallet af det romerske folk – før det 2. århundrede f.Kr. Selv da bar ikke alle romerske borgere cognomina, og indtil republikkens afslutning blev cognomen ikke betragtet som et officielt navn. I modsætning hertil blev cognomen i kejsertiden det vigtigste kendetegn ved det romerske navn, og selvom praenomina aldrig helt forsvandt, var de væsentlige elementer i det romerske navn fra det andet århundrede og frem nomen og cognomen.
Navnekonventionerne for kvinder var også forskellige fra det klassiske begreb om tria nomina. Oprindeligt delte romerske kvinder den binomiale nomenklatur for mænd; men med tiden blev praenomen mindre anvendelig som et kendetegn, og kvinders praenomina blev gradvist kasseret eller erstattet af uformelle navne. Ved republikkens afslutning havde flertallet af romerske kvinder enten ikke eller brugte ikke praenomina. De fleste kvinder blev kaldt alene ved deres nomen eller ved en kombination af nomen og cognomen. Praenomina kunne stadig gives, når det var nødvendigt, og som ligeledes var med mænds praenomina denne overlevede praksis langt ind i kejsertiden, omend udbredelsen af personlige cognomina til sidst gjorde kvinders praenomina overflødige.
I den sene kejsertid brugte medlemmer af det romerske aristokrati flere forskellige ordninger til at antage og arve nomina og cognomina – både for at angive deres rang og for at angive deres familie og sociale forbindelser. Nogle romere kom til at være kendt under alternative navne eller signa, og på grund af manglen på overlevende epigrafiske beviser, er den fulde navngivning for de fleste romere – selv blandt aristokratiet – sjældent registreret.
Så selvom de tre typer af navne, der henvises til som tria nomina, eksisterede gennem hele den romerske historie, var perioden, hvor flertallet af borgere besad præcis tre navne, relativt kort. Ikke desto mindre forbliver tria nomina den mest velkendte opfattelse af det romerske navn, fordi de fleste af de centrale personer i de bedst dokumenterede perioder af den romerske historie besad alle tre navne.
Af forskellige årsager brød det romerske navngivningssystem sammen i århundrederne efter sammenbruddet af den kejserlige autoritet i det Vestromerske Rige. Praenomen var allerede sjældent brugt i skriftlige kilder i løbet af det fjerde århundrede, og ved det femte århundrede blev det kun bevaret af de mest konservative elementer i det gamle romerske aristokrati, såsom Aurelii Symmachi. I løbet af det sjette århundrede – da romerske institutioner og sociale strukturer gradvist forsvandt – forsvandt behovet for at skelne mellem nomina og cognomina ligeledes. Ved udgangen af det syvende århundrede var befolkningen i Italien og Vesteuropa vendt tilbage til enkeltstående navne. Men mange af de navne, der var opstået som en del af tria nomina, blev tilpasset denne brug og overlevede ind i moderne tid.

## Oprindelse og udvikling
Som i andre kulturer, anvendte indbyggerne i det antikke Italien sandsynligvis et enkelt navn, som senere udviklede sig til praenomen. Marcus Terentius Varro skrev, at de tidligste italienere brugte simple navne. Navne af denne type kan have været æresprægede eller håbefulde, ligesom de kan have henvist til guder, fysiske særpræg eller fødselsforhold. I denne tidlige periode må antallet af personnavne have været ret stort; men med udviklingen af yderligere navne svandt antallet i almindelig brug. Omkring tidsperioden for den tidlige republik var der omkring tre dusin latinske praenomina i brug, hvoraf nogle allerede var sjældne; omkring atten blev brugt af patricierne. Knap et dusin praenomina forblev i almindelig brug under kejserriget, selvom aristokratiske familier undertiden genoplivede ældre praenomina eller skabte nye udfra cognomina.
Udviklingen af nomen som det andet element i de italiske navne kan ikke tilskrives en bestemt periode eller kultur. Fra den tidligste periode var det almindeligt blandt både de indo-europæisktalende italiske folk og etruskerne. Historikeren Livius fortæller om brugen af Silvius som et nomen af kongerne af Alba Longa til ære for deres forfader, Silvius. Som en del af Roms grundlæggelsesmyte kan dette udsagn ikke betragtes som et historisk faktum, men det giver en indikation på den tidsperiode, som romerne selv tilskrev til optagelsen af arvelige efternavne.
På latin blev de fleste nomina dannet ved at tilføje et adjektivisk suffiks, normalt -ius, til stammen af et eksisterende ord eller navn. Dette krævede ofte et sammenføjningselement, såsom -e-, -id-, -il- eller -on-. Mange almindelige nomina opstod som patronymiske efternavne; for eksempel var betegnelsen Marcius afledt af praenomen Marcus, og betegnede oprindeligt Marci filius, "søn af Marcus". På samme måde opstod Sextius, Publilius og Lucilius fra praenomina Sextus, Publius og Lucius. Dette viser, at ligesom senere europæiske efternavne, var de tidligste nomina ikke nødvendigvis arvelige, men kunne blive adopteret og kasseret efter behag og ændres fra en generation til den næste. Praksissen, hvorfra disse patronymiske navne opstod, gav også anledning til filiationen, som i senere tider – da nomen var blevet fast – næsten altid fulgte nomen. Andre nomina var afledt af navne, som senere kom til at betragtes som cognomina, såsom Plancius fra Plancus eller Flavius fra Flavus; eller fra stednavne, såsom Norbanus fra Norba.
Det binomiale navn som bestod af praenomen og nomen spredte sig efterhånden over hele Italien. Nomina fra forskellige sprog og regioner har ofte karakteristiske kendetegn; Latinsk nomina havde en tendens til at ende på -ius, -us, -aius, -eius, -eus eller -aeus, mens oskiske navne ofte endte på -is eller -iis ; Umbriske navne i -as, -anas, -enas eller -inas, og etruskiske navne endte på -arna, -erna, -ena, -enna, -ina eller -inna. Oskanske og umbriske former findes ofte på indskrifter; i romersk litteratur er disse navne ofte latiniserede.
Mange individer tilføjede et ekstra efternavn eller cognomen, som hjalp med at skelne mellem medlemmer af større familier. Oprindeligt var disse blot personlige navne, som kunne være afledt af en persons fysiske træk, personlige egenskaber, erhverv, oprindelsessted eller endda en genstand, som en person var forbundet med. Nogle cognomina blev afledt af omstændigheden ved en persons adoption fra én familie til en anden, eller stammede fra udenlandske navne, f.eks. når en frigiven slave modtog et romersk praenomen og nomen. Andre cognomina mindes vigtige begivenheder forbundet med en person; et slag, hvori en mand havde kæmpet (Regillensis), en erobret by (Coriolanus); eller en mirakuløs hændelse (Corvus). De sene grammatikere adskilte visse cognomina som værende agnomina.
Selvom det oprindeligt var et personligt navn, blev cognomen ofte arvelig, især i store familier – eller gentes – hvor de tjente til at identificere forskellige grene af familien, kendt som stirpes. Nogle romere havde mere end ét cognomen, og i aristokratiske familier var det ikke uhørt, at enkeltpersoner havde så mange som tre, hvoraf nogle kunne være arvelige og nogle bar personlige. Disse efternavne var oprindeligt karakteristiske for patricierfamilier, men med tiden blev cognomina også erhvervet af plebejerne. Imidlertid blev en række fornemme plebejiske genter – såsom eksempelvis Antonii og Marii – aldrig opdelt i forskellige grene, og i disse familier var cognomina snarere undtagelsen end reglen.
Cognomina er kendt fra begyndelsen af republikken, men blev længe betragtet som uformelle navne og udeladt fra de fleste officielle optegnelser før det andet århundrede f.Kr. Senere indskrifter, der mindes republikkens tidlige århundreder, påtegnede disse manglende efternavne – selvom ægtheden af nogle af disse er blevet bestridt. Under kejserriden fik cognomen imidlertid stor betydning, og antallet af cognomina, som det romerske aristokrati antog, voksede eksponentielt.
Praksissen med at kombinere den fulde navnestruktur for både ens faderlige og moderlige forfædre, øgede kompleksiteten af aristokratiske navne. Dette resulterede i, at nogle enkeltpersoner så ud til at have to eller flere komplette navne. Gentagende eller politisk uønskede navne kunne udelades, mens rækkefølgen af navne kunne ændres for at fremhæve dem, der gav bæreren størst prestige.
Efter udstedelsen af Constitutio Antoniniana i 212 e.Kr., hvor romersk statsborgerskab blev tildelt alle frie mænd, der boede i det Romerske Kejserrige, mistede praenomen og nomen en stor del af deres adskilende funktion, da alle de statsborgere delte navnet Marcus Aurelius. Praenomen – og sommetider nomen – forsvandt gradvist, og blev fortrængt af andre navne, der indikerer bærerens rang og sociale forbindelser. Overlevende indskrifter fra det femte århundrede angiver sjældent en borgers fulde navnestruktur.
I de sidste århundreder af kejsertiden blev den traditionelle navngivning til tider erstattet af alternative navne, kendt som signa. I løbet af det sjette århundrede – da centralautoriteten kollapsede og romerske institutioner forsvandt – blev de komplekse former for romersk navngivning helt opgivet, og befolkningen i Italien og Vesteuropa vendte tilbage til enkeltnavne. Moderne europæisk navngivning udviklede sig uafhængigt af den romerske model i middelalderen og renæssancen. Imidlertid er mange moderne navne afledt fra romerske oprindelser.

## Tria nomina
De tre typer navne, der blev betragtet som kernen i romerske navngivning, var praenomen, nomen og cognomen. Samlet blev disse kaldt tria nomina ("tre navne"). Selvom ikke alle romere besad tre navne, var praksissen med at bruge flere navne med forskellige funktioner en definerende karakteristika ved den romerske kultur, som adskilte romerske borgere fra udlændinge.

### Praenomen
Praenomen var et personligt fornavn, der blev valgt af et barnets forældre og skænket på dies lustricus (eller "dag for lustration") – en rituel rensning udført på den ottende dag efter en piges fødsel eller den niende dag efter fødslen af en dreng. Normalt ville alle børn i en familie have forskellige praenomina. Selvom der ikke var nogen lov, der begrænsede brugen af specifikke praenomina, var forældrenes valg normalt styret af skik og familietradition. En førstefødt søn blev normalt opkaldt efter sin far, og yngre sønner blev opkaldt efter deres fars brødre eller andre mandlige forfædre. På denne måde blev de samme praenomina videregivet i en familie fra en generation til den næste. Dette tjente ikke kun til at understrege kontinuiteten i en families historie på tværs af generationer, men valget af praenomina adskilte også skikke fra en gens til en anden. Især de patriciske gentes havde en tendens til at begrænse antallet af praenomina, som de brugte. Dette var en måde hvorpå de kunne understrege eksklusiviteten af deres sociale status på.
Selvfølgelig var der mange undtagelser fra disse generelle praksisser. En søn kunne blive navngivet til ære for en af hans slægtninge på moderens side, og derpå bringe et nyt navn ind i slægten. Fordi nogle mænd regelmæssigt kun brugte tre eller fire praenomina, kunne nye navne dukke op, når en familie havde mere end tre eller fire sønner. Derudover gjorde en række af de ældste og mest indflydelsesrige patricierfamilier det til en vane at vælge usædvanlige navne; især Fabii, Aemilii, Furii, Claudii, Cornelii og Valerii brugte alle praenomina, der var usædvanlige blandt patricierne, eller som var faldet ud af almindelig brug. I de sidste to århundreder af republikken, og under den tidlige kejsertid, var det moderne for aristokratiske familier at genoplive ældre praenomina.

### Nomen
Nomen gentilicium, eller "hedningsnavn", udpegede en romersk statsborger som medlem af en gens. En gens – som kan oversættes til "klan" – udgjorde en udvidet romersk gruppe af individer, som alle delte samme nomen og hævdede afstamning fra en fælles forfader. Især i den tidlige republik fungerede genserne som en stat i staten, der havde egne hellige ritualer og etablerede private love, som var bindende for dens medlemmer – men ikke for samfundet som helhed.

### Cognomen
Cognomen – det tredje element i tria nomina – begyndte som et ekstra personligt navn. Det var ikke unikt for Rom – men Rom var dér, hvor cognomen foralvor blomstrede. Dette skyldes udviklingen af slægterne, hvilket afstedkom en gradvis tilbagegang af praenomenet som et nyttigt middel til at skelne mellem individer. Dette førte til at cognomen blev et nyttigt middel til at identificere både individer og hele grene af Roms førende familier. I de tidlige år af republikken havde nogle aristokratiske romere så mange som tre cognomina, hvoraf nogle var arvelige, mens andre var personlige.
På samme måde som nomen kunne cognomina opstå fra en række faktorer: personlige karakteristika, vaner, erhverv, oprindelsessteder, heroiske bedrifter og så videre. En klasse af cognomina bestod primært af arkaiske praenomina, som sjældent blev brugt i den sene republik, selvom disse navne – ligesom cognomina – vedblev med at eksistere gennem den kejserlige tid. Mange cognomina havde usædvanlige afslutninger for latinske navne, der endte på -a, -o eller -io, og deres betydninger var ofte uklare, selv i antikken; dette synes at understrege den måde, hvorpå mange cognomina oprindeligt opstod fra øgenavne. Endelsen -ius (typisk for latinske nomina) blev generelt ikke brugt for cognomina før det fjerde århundrede e.Kr., hvilket gjorde det lettere at skelne mellem nomina og cognomina indtil de sidste århundreder af Vestromerske Rige.
I modsætning til nomen, som blev videregivet uforandret fra far til søn, kunne cognomina dukke op og forsvinde næsten efter behag. De blev normalt ikke valgt af de personer, der bar dem, men blev tjent eller skænket af andre, hvilket måske kan forklare det brede udvalg af nedværdigende navne, der blev brugt som cognomina. Uden tvivl blev nogle cognomina brugt ironisk, mens andre fortsatte med at blive brugt primært, fordi de – uanset deres oprindelse – var nyttige til at adskille mellem individer og mellem grene af store familier. Nye cognomina blev opfundet og kom på mode gennem hele romerske historie.

#### Agnomen
Udbredelsen af cognomina i de senere århundreder af kejseriet fik nogle grammatikere til at klassificere visse typer som agnomina. Denne klasse omfattede to hovedtyper af cognomen: cognomen ex virtute og adoptiv cognomina. I tilfælde af sidstnævnte blev cognomen afledt af nomina, for at angive afstamningen af romere, der var blevet adopteret fra en gens til en anden. Selvom disse navne havde eksisteret gennem romersk historie, var det først i denne sene periode, at de blev adskilt fra andre cognomen.

##### Cognomina ex virtue
Cognomen ex virtute var et efternavn, der stammede fra en dyd eller heroisk episode tilskrevet bæreren. Den romerske historie er fyldt med individer, der opnåede cognomina som et resultat af deres bedrifter: Aulus Postumius Albus Regillensis, der ledede den romerske hær i slaget ved Regillus-søen; Gaius Marcius Coriolanus, der erobrede byen Corioli; Marcus Valerius Corvus, der besejrede en gallisk kæmpe, hjulpet af en ravn; Titus Manlius Torquatus, som ligeledes besejrede en gallisk kæmpe, og tog sit navn fra det torque, som han tog som en præmie; Publius Cornelius Scipio Africanus, der førte den anden puniske krig til Afrika og besejrede Hannibal. De eksempler, der oftest er beskrevet i forskningen, angående denne type af cognomen kommer fra republikkens periode – århundreder inden begrebet agnomen blev formuleret.

##### Adoptiv cognomina
Adoption var en almindelig og formel proces i den romerske kultur. Dens primære formål havde intet at gøre med at give et hjem til børn; det handlede om at sikre kontinuiteten i familielinjer, som ellers kunne uddø. I det tidlige Rom var dette især vigtigt for patricierne, som nød en enorm status og privilegier sammenlignet med plebejerne. Da kun få familier blev optaget i patriciatet efter kongernes fordrivelse, mens antallet af plebejere konstant voksede, kæmpede patricierne konstant for at bevare deres rigdom og indflydelse. En mand, der ikke havde sønner til at arve sin ejendom og bevare sit familienavn, ville adoptere en af de yngre sønner fra en anden familie. Efterhånden som plebejerne også erhvervede sig rigdom og fik adgang til at tjene i den romerske stats embeder, kom de også til at deltage i det romerske adoptionssystem.
Som følge af det primære formål med adoption var at bevare familienavn og status, ville en adoptivsøn normalt påtage sig både sin adoptivfaders praenomen og nomen sammen med eventuelle arvelig cognomina – præcis som en føstefødt søn ville have gjort. Adoptionen resulterede dog ikke i fuldstændig opgivelse af den adopterede søns fødselsnavn. Sønnens oprindelige nomen (eller lejlighedsvis cognomen) ville blive grundlaget for et nyt efternavn, som blev dannet ved at tilføje det afledte suffiks -anus eller -inus til stammen. Da en søn af Lucius Aemilius Paullus blev adopteret af Publius Cornelius Scipio, blev han således Publius Cornelius Scipio Aemilianus. Ligeledes da diktatoren Gaius Julius Cæsar i sit testamente adopterede sin grandnevø, Gaius Octavius, blev han kendt som Gaius Julius Cæsar Octavianus.

## Filiation
Udover praenomen var en filiation det ældste element i det romerske navn. Allerede før nomen gentiliciums udvikling som et arveligt efternavn, var det sædvanligt at bruge navnet på en persons far som et middel til at skelne ham eller hende fra andre med samme personnavn, som et patronym; således ville Lucius, Marcus' søn, være Lucius, Marci filius; Paulla, Quintus' datter, ville være Paulla, Quinti filia. Mange nomina blev afledt på samme måde, og de fleste praenomina har mindst ét tilsvarende nomen, eksempelvis Lucilius, Marcius, Publilius, Quinctius eller Servilius. Disse er kendt som patronymiske efternavne, fordi de er afledt af navnet på den første bærers far. Selv efter udviklingen af nomen og cognomen forblev filiation et nyttigt middel til at skelne mellem medlemmer af en stor familie.
En filiation blev normaltvis skrevet mellem nomen og eventuelle cognomina, og forkortet ved hjælp af de typiske forkortelser for praenomina, efterfulgt af f. for filius eller filia, og nogle gange n. for nepos (barnebarn) eller neptis (barnebarn). Således betyder indskriften S. Postumius A. f. P. n. Albus Regillensis: "Spurius Postumius Albus Regillensis, af Aulus søn, af Publius barnebarnet". "Tiberius Aemilius Mamercinus, søn af Lucius og barnebarn af Mamercus" ville blive skrevet: Ti. Aemilius L. f. Mam. n. Mamercinus Aemilius L. f. Mam. n. Mamercinus . Desto mere formel skrivningen var, desto flere generationer kunne inkluderes; et oldebarn ville være pron. eller pronep. for pronepos eller proneptis, et tipoldebarn abn. eller abnep. for abnepos eller abneptis, mens et tip-tip-oldebarn ville være adnepos eller adneptis. Disse former er dog sjældent inkluderet som en del af et navn – undtagen på de største monumentale inskriptioner.
En filiation inkluderede undertiden moderens navn, i hvilket tilfælde gnatus ville følge moderens navn i stedet for filius eller filia. Dette er især almindeligt i familier af etruskisk oprindelse. Navne på gifte kvinder blev nogle gange efterfulgt af mandens navn og uxor for "kone".N. Fabius Q. f. M. n. Furia gnatus Maximus betyder "Numerius Fabius Maximus, søn af Quintus, barnebarn af Marcus, født af Furia", mens Claudia L. Valeri uxor betyder "Claudia, Lucius Valerius' hustru".
Slaver og frigivne personer besad også en filiation, selvom den person, der henvises til i dette tilfælde, normalt er slavens ejer snarere end hans eller hendes biologiske far. Forkortelserne er omfattede her bl.a. s. for servus eller serva og l. for libertus eller liberta. En slave kan have mere end én ejer, i hvilket tilfælde navnene kan gives i serie. I nogle tilfælde blev ejerens nomen eller cognomen brugt i stedet for eller som supplement til praenomen. Kvinders liberti brugte nogle gange et omvendt "C", der betegner det feminine praenomen Gaia, her brugt generisk til at betyde enhver kvinde; og der er et par eksempler på et omvendt "M", selvom det ikke er klart, om dette blev brugt generisk eller specifikt til det feminine praenomen Marca eller Marcia.
Et eksempel på en filiation til slaver og frigivne ville være:Alexander Corneli L. s., "Alexander, Lucius Cornelius' slave", som ved sin frigørelse sandsynligvis ville blive L. Cornelius L. l. Alexander, "Lucius Cornelius Alexander, Lucius' befriede". Det var skik, at en frigivet mand tog sin tidligere ejers praenomen, hvis han ikke allerede havde et, og brugte sit oprindelige personnavn som cognomen. Et andet eksempel kunne være Salvia Pompeia Cn. Ɔ. l. Ɔ. l. , "Salvia Pompeia, frikvinde af Gnaeus (Pompeius) og Gaia"; her bruges Gaia generisk, uanset om Pompeius' kone faktisk hed Gaia. En person, som var frigivet af kejseren, kunne have tilhørsforholdet Aug. l., Augusti libertus.
Selvom filiation var almindeligt gennem republikkens historie og langt ind i kejsertiden, var der ingen lov, der regulerede dets brug eller medtagelse på skrift. Det blev brugt af skik og for nemheds skyld, men kunne ignoreres eller kasseres, som det passede med forfatterens behov.

## Tribus(stamme)
Fra begyndelsen af den romerske republik blev alle borgere inddelt i en tribus (en stamme), der udgjorde comitia tributa, eller "Tribus-forsamlingen". Dette var den mest demokratiske af Roms tre vigtigste lovgivende forsamlinger i den romerske republik, idet alle borgere kunne deltage på lige fod, uden hensyntagen til rigdom eller social status. Med tiden blev dens dekreter (kendt som plebi scita eller "folkeafstemninger") bindende for hele det romerske folk. Selvom en stor del af forsamlingens autoritet blev tilranet af kejserne, forblev medlemskab af en tribus en så vigtig del af det romerske statsborgerskab, at stammens navn kom til at blive inkorporeret i en borgers fulde nomenklatur.
Antallet af stammer varierede over tid; traditionen tilskrev dannelsen af tredive stammer til Servius Tullius (den sjette konge af Rom). men ti af disse blev ødelagt i begyndelsen af republikken. Adskillige stammer blev tilføjet mellem 387 og 241 f.Kr., da store områder af Italien kom under romersk kontrol, hvilket bragte det samlede antal stammer til femogtredive – ses bort fra et kort eksperiment i slutningen af den Forbundsfællekrigen i 88 f.Kr., forblev dette antal fast. Stammernes natur var hovedsagelig geografisk, snarere end etnisk; Roms indbyggere blev i teorien tildelt en af de fire "by"-stammer, mens territoriet uden for byen blev tildelt de "landlige" eller "rustikke" stammer.
Geografi var ikke den eneste afgørende faktor i ens tribus; til tider blev der gjort bestræbelser på at tildele frigivne slaver til de fire "by"-stammer,hvilket koncentrerede deres stemmer og begrænsede deres indflydelse på comitia tributa. Måske af lignende årsager – da et stort antal provinser fik rettighederne – blev visse landlige stammer foretrukket til deres indskrivning. Borgerne skiftede normalt ikke stamme, når de flyttede fra en region til en anden; men censorerne havde magten til at straffe en borger ved at fordrive ham fra en af landstammerne og overdrage ham til en af bystammerne. I senere perioder blev de fleste borgere indskrevet i stammer uden respekt for geografi.
Det er uklart, hvornår det blev almindeligt at inkludere navnet på en borges tribus som en del af hans fulde navn. Navnet på stammen følger normalt filiation og går forud for ethvert cognomina, hvilket tyder på, at dets tilføjelse gik forud for formel anerkendelse af cognomen – altså senest i det andet århundrede f.Kr. Men både i skrift og indskrifter findes tribus med meget mindre hyppighed end andre dele af navnet; så det ser ikke ud til, at skikken med at inkludere den var dybt forankret i romersk praksis. Ligesom med filiation var det almindeligt at forkorte stammens navn. For navnene på de femogtredive stammer og deres forkortelser, se romersk tribus.

## Kvinders navne
```
I den tidligste periode blev den binomiale navngivningssystem af 
praenomen
 og 
nomen
, der udviklede sig i hele Italien, delt af både mænd og kvinder.
[
1
]
 De fleste 
praenomina
 havde både maskuline og feminine former, selvom en række 
praenomina
, der var almindelige for kvinder, sjældent eller aldrig blev brugt af mænd. Ligesom tilfældet var med mænds 
praenomina
, blev kvinders navne regelmæssigt forkortet i stedet for at blive skrevet fuldt ud.
[
4
]
[
18
]
```

Af forskellige årsager blev kvinders praenomina forsømt i løbet af den romersk historie, og ved slutningen af republikken havde de fleste kvinder ikke, eller brugte ikke, praenomina. Disse forsvandt ikke helt, og romerske kvinder blev heller ikke berøvet personlige navne; men for det meste af den romerske historie blev kvinder primært kendt ved deres nomina eller cognomina. Den første af disse årsager er sandsynligvis, at praenomen mistede meget af sin oprindelige nytte efter vedtagelsen af arvelige efternavne; antallet af praenomina, der almindeligvis blev brugt af både mænd og kvinder, aftog gennem hele den romerske historie. For mænd, der kunne have offentlige embeder eller tjene i militæret, forblev praenomen en vigtig del af det juridiske navn. Da romerske kvinder spillede en lille rolle i det offentlige liv, eksisterede de faktorer, der resulterede i mænd fortsatte med at anvende praenomina, ikke for kvinder.
En anden faktor var sandsynligvis, at praenomen normalt ikke var nødvendigt for at skelne mellem kvinder i familien. Da en romersk kvinde ikke ændrede sit nomen, når hun giftede sig, var hendes nomen normalt tilstrækkeligt til at adskille hende fra alle andre medlemmer af familien. Da latinske navne havde karakteristiske maskuline og feminine former, var nomen tilstrækkeligt til at skelne en datter fra begge hendes forældre og alle hendes brødre. Der var således ikke behov for et personligt navn, medmindre der var flere søstre i samme husstand.

Når dette skete, kunne praenomina anvendes og blev ofte brugt til at skelne mellem søstre. Imidlertid var det dog også almindeligt at identificere søstre ved hjælp af en række forskellige navne, hvoraf nogle kunne bruges som enten praenomina eller cognomina. For eksempel, hvis Publius Servilius havde to døtre, ville de typisk blive omtalt som Servilia Major og Servilia Minor. Var der flere døtre, kunne den ældste hedde Servilia Prima eller Servilia Maxima; yngre døtre som Servilia Secunda, Tertia, Quarta osv. Alle disse navne kunne bruges som praenomina, forud for nomen, men fra senrepublikken og frem var det almindeligt at behandle dem som personlige cognomina; når disse navne optræder i begge positioner, er det ofte umuligt at afgøre, om de var tænkt som praenomina eller cognomina.
Selvom kvinders praenomina sjældent blev brugt i senrepublik, fortsatte de med at blive brugt, når det var nødvendigt (ind i kejserperioden). Blandt de andre folkeslag i Italien fortsatte kvinders praenomina med at blive brugt regelmæssigt, indtil befolkningen blev grundigt romaniseret. I den etruskiske kultur – hvor kvinder havde en markant højere social status end i Rom eller i andre gamle samfund – omfatter inskriptioner, der henviser til kvinder, næsten altid praenomina.
De fleste romerske kvinder var kendt under deres nomina, med en sådan forskel som beskrevet ovenfor i forhold til ældre og yngre søskende. Hvis yderligere adskillelse var nødvendig, kunne hun identificeres som en bestemt borgers datter eller hustru. For eksempel omtalte Cicero en kvinde som Annia P. Anni senatoris filia, hvilket betyder "Annia, datter af Publius Annius, senatoren". Men mod slutningen af republikken – da arvelig cognomina kom til at blive betragtet som egennavne – kunne en kvinde blive henvist til ved sit cognomen i stedet for, eller ved en kombination af, nomen og cognomina; datteren af Lucius Caecilius Metellus blev normalt omtalt som Caecilia Metella. Nogle gange fik disse cognomina diminutive former, såsom Agrippina fra det maskuline Agrippa eller Drusilla fra Drusus.
I kejsertiden blev andre, mindre formelle navne nogle gange brugt til at skelne mellem kvinder med lignende navne. Senere påtog romerske kvinder – ligesom mænd – signa eller alternative navne i stedet for deres romerske navne. Med sammenbruddet af Det Vestromerske Rige i det femte århundrede, begyndte de sidste spor af det karakteristiske italienske navngivningssystem at forsvinde, og kvinder vendte også tilbage til enkeltnavne.

## Udenlandske navne
Da det romerske territorium udvidede sig ud over den italienske halvø, fik mange udlændinge romersk statsborgerskab og påtog sig romerske navne. Ofte var disse udlændinge tidligere hjælpesoldater eller ledere af annekterede byer og folkeslag. Sædvanligvis ville en nyligt bemyndiget borger antage sin proenomen og nomen fra sin protektor; det vil sige den person, der havde adopteret eller frigivet ham (fra slaveri) eller på anden måde skaffet ham statsborgerskab. Men mange af disse individer beholdt en del af deres oprindelige navne – normalt i form af cognomina. Dette gjaldt især for borgere af græsk oprindelse. Et navn som f.eks T. Flavius Aristodemus eller Gaius Julius Hyginus ville være typisk for sådanne personer, selvom disse navne formelt ikke kan skelnes fra dem, der tilhørte frigivne slaver.
Constitutio Antoniniana, som Caracalla udstedte i år 212 e.Kr., var måske den mest vidtrækkende af mange kejserlige dekreter, som gjorde et stort antal ikke-borgere i hele Romerriget til statsborgere. Den udvidede statsborgerskabet til alle frie indbyggere i Romerriget, som alle dermed fik navnet Marcus Aurelius efter kejserens praenomen og nomen. Resultatet var, at et stort antal individer, der aldrig formelt havde haft praenomina eller nomina, nu delte de samme navne. Mange af disse "nye romere" frasagde sig dog omgående deres praenomina og ignorerede deres nomina, medmindre det var påkrævet af formaliteter. Som et resultat heraf blev cognomina (som disse borgere brugte) inklusive deres oprindelige ikke-latinske navne, den vigtigste del af deres navngivning.

## Kejserlige navne
Under republikken var en persons navne normalt statiske og forudsigelige, medmindre man blev adopteret ind i en ny familie eller fik et nyt efternavn. I kejsertiden blev navnene imidlertid meget varierende og blev udsat for ændringer. Måske var ingen navne mere variable end kejsernes. For eksempel begyndte den første kejser – traditionelt kendt som Augustus – livet som C. Octavius C. f., eller Gaius Octavius, søn af Gaius Octavius. Hans forfædre havde båret det samme navn i mindst fire generationer. Selvom Octavii var en gammel og fornem plebejerfamilie, var denne gens (familie) ikke opdelt i stirpes (grene) og havde ingen arvelig cognomina; Octavius' far havde slået et slaveoprør ned ved Thurii og blev nogle gange tiltalt efter efternavnet Thurinus (et cognomen ex virtute), men dette navn blev ikke overført til sønnen.
I en alder af 18 år i 44 f.Kr. blev Octavius nomineret til magister equitum af sin grandonkel, Gaius Julius Cæsar, som besad embedet som diktator. I Idus Martiae (15. dag i måneden marts) blev Cæsar myrdet uden legitime børn; men i sit testamente adopterede han sin nevø, som så blev C. Julius C. f. Caesar Octavianus, eller "Gaius Julius Cæsar Octavianus, søn af Gaius". Indtil da fulgte Octavians navn den republikanske model, idet han fik tildelt sin adoptivfars navn efterfulgt af hans oprindelige navn i form af et agnomen.
To år senere blev Cæsar guddommeliggjort af det romerske senat, og Octavian – som han hed dengang – blev skrevet Divi f., "søn af den guddommelige (Cæsar)", i stedet for C. f.. Efter at være blevet hyldet Imperator af sine tropper, overtog Octavian denne titel som et yderligere præenomen, hvormed han fik navnet Imp. C. Julius Divi f. Caesar Octavianus. I nogle inskriptioner fremgår hans oprindelige præenomen ikke. I 27 f.Kr. tildelte Senatet ham titlen Augustus, som efterfølgende ville blive tildelt som et congnomen på de romerske kejseres navne.
Et lignende mønster blev fulgt af Augustus' arvinger. Kejserens stedsøn og senere efterfølger blev født Tiberius Claudius Nero; efter hans adoption af kejseren blev han Tiberius Julius Cæsar (beholdt sit oprindelige praenomen). Hans bror, født Decimus Claudius Nero, blev senere Nero Claudius Drusus, hvor han udskiftede sit oprindelige praenomen med sin fars cognomen og antog et nyt cognomen fra sin morfar. Andre medlemmer af det Julisk-Claudianske dynasti brugte praenomina såsom Drusus og Germanicus. 
I de efterfølgende generationer antog alle regerende kejsere Imperator som et yderligere prænomen (normalt uden at give afkald på deres oprindelige prænomen), og Augustus som et kognomen. Cæsar kom til at blive brugt som et cognomen, der udpegede en arving; og i de første to århundreder af kejserriget blev de fleste kejsere adopteret af deres forgængere. Resultatet var, at hver kejser bar en række navne, der havde mere at gøre med den tidligere kejser end navnene, som han var blevet født med; desuden tilføjede de nye cognomina, som følge af krige og erobringer af nye lande. Efterhånden som navnene på kejserne selv ændrede sig, ændrede navnene på medlemmerne af deres familie også.

## Senere udvikling
Under kejserriget udviklede der sig en række nye navnekonventioner, som – selv om de var forskellige – var internt sammenhængende.

### Binær nomenklatur og polyonomi
Under det højdepunktet for kejserriget begyndte det nye aristokrati at antage to eller flere nomina – en praksis, der er blevet betegnet som 'binær nomenklatur'. Dette opstod ud fra et ønske om at inkorporere en fremtrædende moderlige herkomst i et navn, eller for at arve ejendom; en arving var pålagt i et testamente at inkorporere arveladerens navn i sit eget navn. F.eks. har den bemyndigede konsul fra år 118/9 e.Kr., Gaius Bruttius Praesens Lucius Fulvius Rusticus, et navn, der er sammensat af to standardsæt af tria nomina: han var den naturlige søn af en Lucius Bruttius, og tilføjede navnet på hans morfar, Lucius Fulvius Rusticus, il sine fædrene nomina.
Aristokratiet udvidede konceptet med det binære nomenklatur til at inkludere andre nomina fra en persons faderlige og moderlige herkomst, for på denne måde at kunne illustrere en berømt stamtavle eller andre relationer. Der var ingen grænse for antallet af navne, der kunne tilføjes på denne måde (kendt som polyonomi), og for eksempel havde konsulen fra 169 e.Kr. (normalt kendt som Q. Sosius Priscus) otteogtredive navne, der bestod af fjorten sæt nomina, der afspejler en kompleks stamtavle, der strækte sig tre generationer tilbage.

### Cognomen erstatter praenomen
Praenomen – selv under det klassiske system – havde aldrig været særlig karakteristisk på grund af det begrænsede antal praenomina, der var til rådighed. Mellem den sene republik og det andet århundrede e.Kr. blev praenomen gradvist mindre brugt og forsvandt til sidst helt. Selv blandt senatoraristokratiet blev det en sjældenhed omkring 300 e.Kr. Til dels skete dette grundet en tendens til, at det samme praenomen blev givet til alle mænd i en familie, hvorved en bestemt praenomen/nomen-kombination blev ens og gjort praenomen endnu mindre karakteristisk: For eksempel bar alle mænd i kejser Vespasians familie (inklusive alle hans sønner) praenomen/nomen-kombinationen Titus Flavius:
Cognomen, som i Vespasians familie, antog derefter den adskillende funktion for enkeltpersoner; hvor dette skete, erstattede cognomen praenomen i intim og uformel brug. Resultatet var, at to navne forblev i brug til formel og offentlig brug, men i stedet for praenomen + nomen blev det nomen + cognomen.

### Edikt af Caracalla
Med Constitutio Antoniniana i 212 e.Kr. gav kejser Caracalla romersk statsborgerskab til alle frie indbyggere i kejserriget. Det havde længe været forventningen, at når en ikke-romer fik statsborgerskab, fik han et romersk navn. Med tildelingen af de mange statsborgerskaber i 212 e.Kr. antog de nye borgere nomen "Aurelius" som en anerkendelse af Caracallas velgørenhed (kejserens fulde navn var Marcus Aurelius Severus Antoninus Augustus, hvor Aurelius som nomen). "Aurelius" blev hurtigt det mest almindelige navn i øst og det næstmest almindelige (efter "Julius") i vest. Ændringen i oprindelsen af den nye regeringselite, der overtog kontrollen med kejserriget fra slutningen af det tredje århundrede, kan ses i deres navne: syv af de elleve kejsere mellem Gallienus og Diocletian (Claudius Gothicus, Quintillus, Probus, Carus, Carinus, Numerian og Maximian) bar navnet "Marcus Aurelius".
Selvom praenomina ikke blev påtaget af de nye borgere – hvilket afspejlede den eksisterende tilbagegang blandt "gamle" romere – blev de nye navne i vest formuleret på samme grundlag som de eksisterende romerske praksisser. I øst formulerede de nye borgere imidlertid deres navne ved at placere "Aurelius" foran versioner af deres ikke-romerske fornavn og et patronym. På lang sigt betød udbredelsen af "Aurelius", at det ikke kunne fungere som et sandt nomen (til at adskille enkeltpersoner), og det blev derfor primært et statsborgerskabsmærke, der blev tilføjet til ethvert navn.

### Traditioneltnomenudskiftet
Selvom et nomen længe ville være påkrævet til officielle formål – og selvom dets brug ville fortsætte i dele af kejserriget og i dele af Italien indtil det syvende århundrede – blev nomen generelt udeladt fra navnet (selv af kejsere) i det tredje århundrede.
To faktorer tilskyndede til dets manglende brug. For det første blev cognomen i stigende grad det kendetegnende navn og det generelle navn til adressere folk. Som følge heraf fjernede "nye romere" og – som følge heraf – "gamle romere" enten nomen fra deres navn eller i nogle tilfælde behandlede nomen som et praenomen.
For det andet, idet nomen til stadighed blev en mere irrelevant formalitet, begyndte ikke-italienske familier – selv dem der havde erhvervet statsborgerskab og et nomen før 212 e.Kr. – at ignorere deres nomen. Når et nomen var påkrævet til officielle formål, ville de blot indsætte standard-normen "Aurelius" foran deres navn, i stedet for at bruge deres faktiske nomen.

## Eksterne links
- Romerske navne
- Navne på byzantinske romere på tyrkisk